# Huértalo
 (juillet 2018).
Huértalo (en aragonais : Uertolo ou Huertolo) est un village abandonné de la province de Huesca, faisant partie de la commune de Canal de Berdún ; il se situe à 744 mètres d'altitude. Il se trouve à proximité des villages habités de Majones et Villareal de la Canal. L'endroit a été habité au moins à partir du Haut Moyen Âge et a compté près d'une centaine d'habitants à la fin du XIXe siècle, avant d'être abandonné à la fin du XXe siècle.
L'église du village, construite à la fin du XIIe siècle, est dédié à saint Étienne ; les fresques du XIVe siècle qui s'y trouvaient sont conservées au musée diocésain de Jaca.